# Сухоносые приматы
Сухоносые приматы, или гаплориновые приматы, или обезьяны (лат. Haplorhini, или Haplorrhini), — подотряд приматов. Ранее отряд приматы делился на два подотряда: обезьяны и полуобезьяны, при этом долгопятов относили к полуобезьянам. Сегодня такая систематика приматов считается устаревшей.
Сухоносые приматы, к которым относится и человек, отличаются по ряду признаков от другого подотряда приматов — мокроносых приматов. Как и следует из названия, у гаплориновых приматов сухой нос и менее развитое чувство обоняния. У сухоносых приматов превалирует рождение одного детёныша. В целом, этот подотряд считается более развитым в эволюционном отношении.
Сухоносые приматы обитают в тропических и субтропических регионах Америки, Африки (за исключением Мадагаскара), в Гибралтаре, а также в Южной и Юго-Восточной Азии вплоть до Японии. Человек населяет все континенты за исключением Антарктиды.
Сухоносые приматы делятся на два инфраотряда:
- долгопятообразные (Tarsiiformes)
- обезьянообразные (Simiiformes)
  - широконосые обезьяны или обезьяны Нового Света (Platyrrhini)
  - узконосые обезьяны или обезьяны Старого Света (Catarrhini)

Как и у обезьянообразных, у долгопятообразных есть мутация в гене L-гулонолактоноксидазы (GULO), которая обуславливает потребность в витамине С в рационе. Поскольку стрепсириновые (мокроносые) приматы не имеют этой мутации и сохранили способность вырабатывать витамин С, генетический признак, обуславливающий потребность в нём в рационе, будет иметь тенденцию помещать долгопятообразных в ряды гаплориновых (сухоносых) приматов.
Древнейшими известными представителями подотряда Haplorhini являются тейярдина и архицебус, жившие около 55 млн лет назад. Ранее к Haplorhini относили антрасимию из Гуджарата, но позже её останки причислили к виду Marcgodinotius indicus, который входит в состав семейства Asiadapidae мокроносых приматов. Жившие в то же время в Гуджарате на бывшем тогда островом Индостане виды Vastanomys major и Vastanomys gracilis относятся к омомиидам.
Разделение приматов на Haplorhini (сухоносых) и Strepsirrhini (мокроносых) по молекулярным данным произошло около 87 млн лет назад. По другим данным, Haplorhini и Strepsirrhini разделились 74 млн л. н., согласно митохондриальной ДНК, а инфраотряд Tarsiiformes ответвился от других гаплориновых 70 млн лет назад.